# P5M (航空機)
P5M / P-5 マーリン
アメリカ沿岸警備隊のP5M-2Gマーリン
- 用途：哨戒
- 分類：飛行艇
- 製造者：グレン・L・マーティン
- 運用者

  -  アメリカ合衆国（アメリカ海軍、アメリカ沿岸警備隊）
  -  フランス（フランス海軍）
- 初飛行：1948年
- 生産数：285機
- 運用開始：1952年[1]
- 退役：1967年[1]
- 運用状況：退役

P5M マーリン（P5M Marlin）はマーチン社（メリーランド州ミドルリバー）が製作したレシプロ双発の飛行艇である。1951年から1960年代の後半に掛けて、アメリカ海軍で哨戒任務につき、また、アメリカ沿岸警備隊やフランス海軍でも使用された。1962年以降はP-5と改称された。
愛称のマーリン（Marlin）は魚のカジキのこと（ロールス・ロイスのエンジン名などに使用されたマーリン（Merlin、鳥のコチョウゲンボウの意）とは別の語）。

## 開発
P5MはPBMマリナーの発展型としてその任務を引き継ぐ機体であり、エンジンの性能向上と艇体形状の改善が図られる一方、尾部はより保守的なものとなっていた。
試作型のXP5M マーリン（社内呼称モデル237）はPBM-5マリナーの最終型をベースとしていたが、P5M-2（モデル237B）で再び大きな変更が加えられた（P5M-2は1962年のアメリカ三軍の軍用機呼称統一の際にSP-5Bと改称された）。またP5M-1の相当数が訓練用として用いられ、これは1962年以降、TP-5Aと改称された。

## 設計

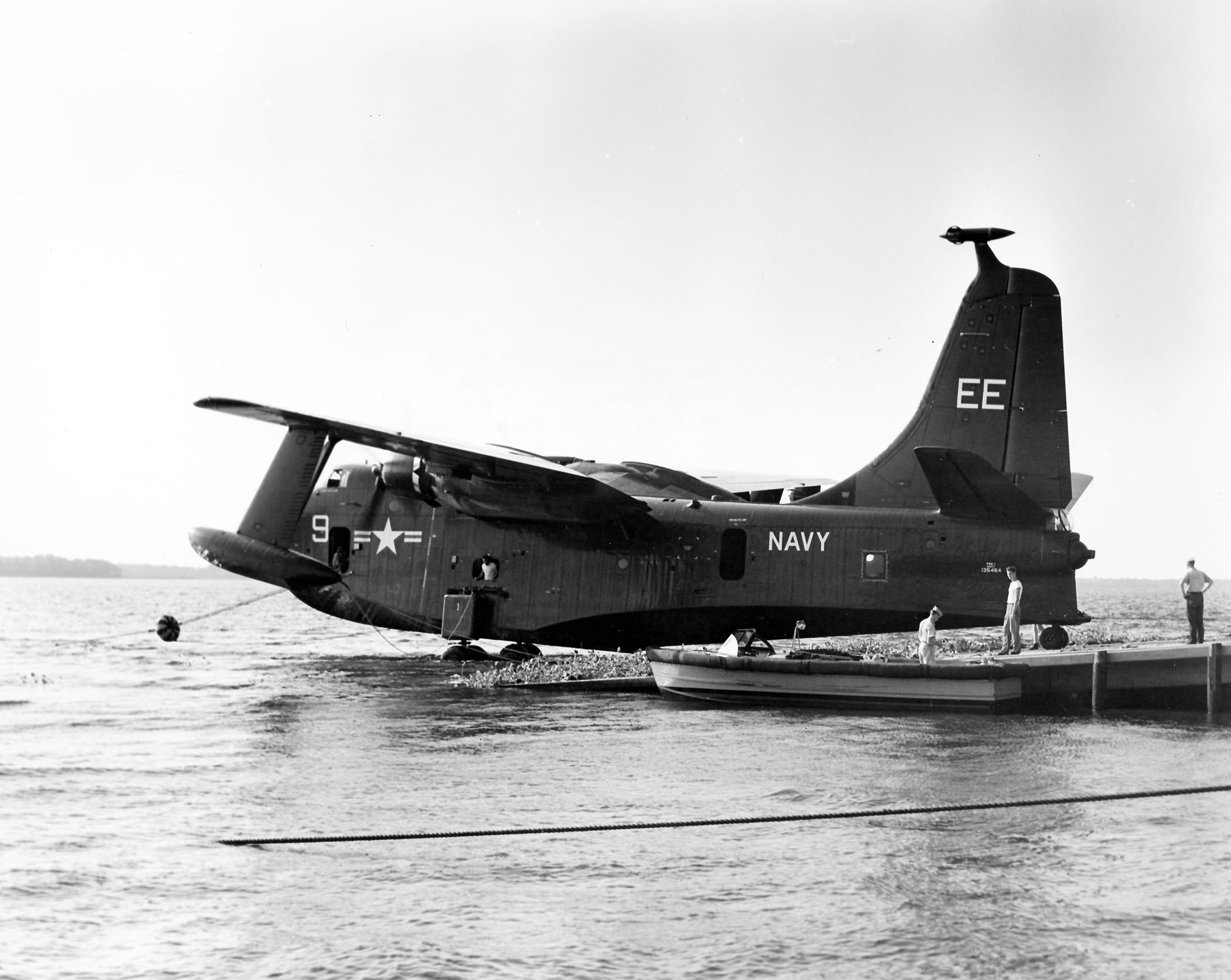
VP-45所属のP5M-1（1954年）

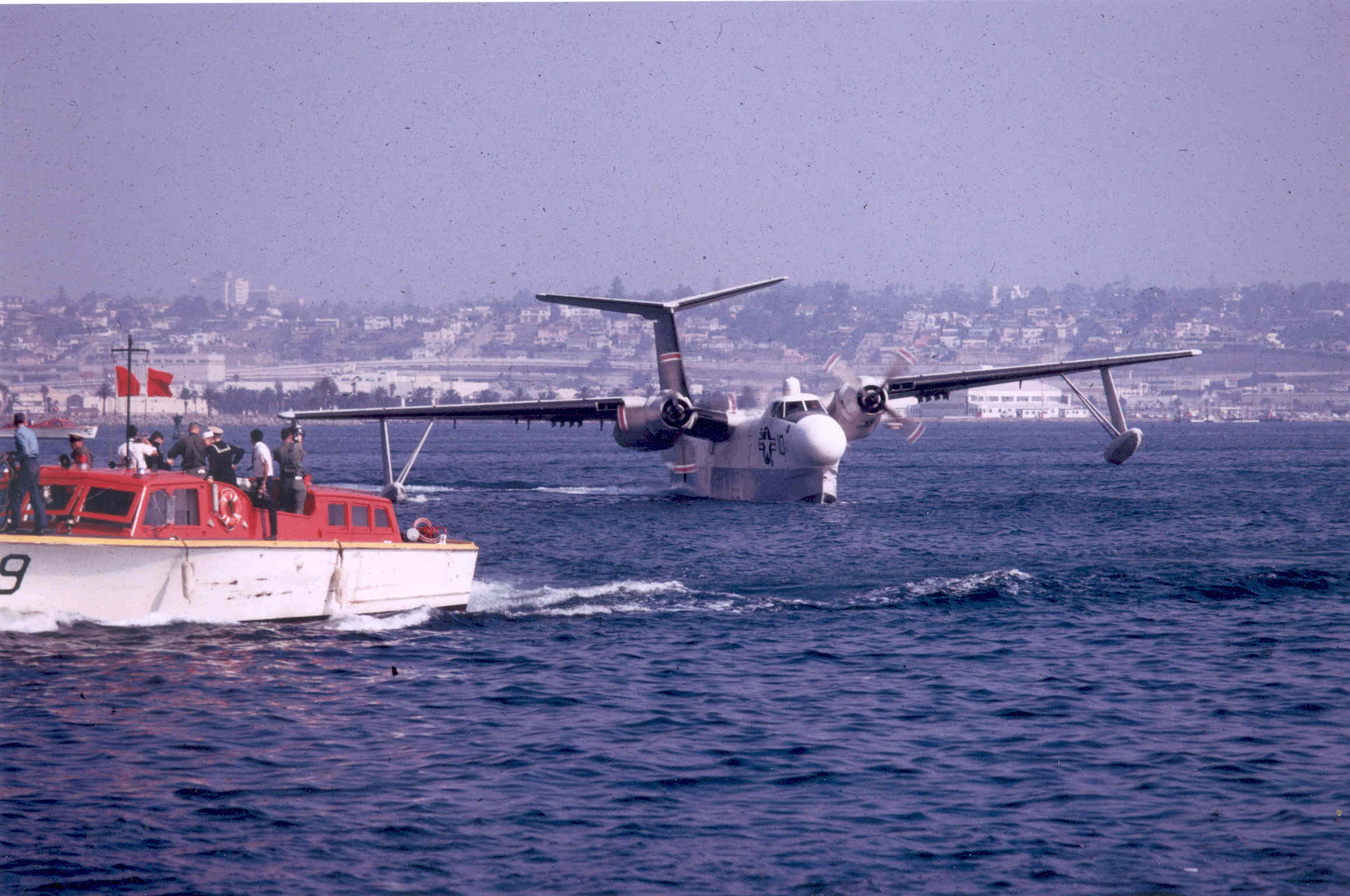
海軍におけるマーリン最後の作戦飛行を終えたVP-40所属のSP-5B（1967年）

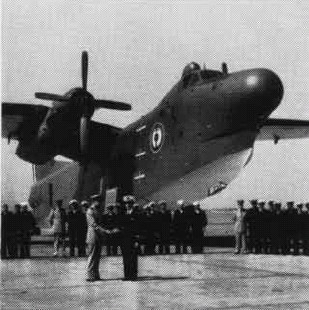
フランス海軍のP5M-2（1957年）

マーリンはエンジンとプロペラを海面の飛沫から遠ざけるためにガル翼形式の主翼を持ち、動力は2基のライトR-3350空冷星型レシプロエンジンに依っていた。艇体後部は、水面から鋭く持ち上がるのでなく、後部に向かって徐々にせり上がるようになっていた。これはマーチン社の新しい考えによるもので、これにより飛行機が浮力を得るための基線を長くとり、波によるポーポイジングを減らしていた。
試作機は背面の銃塔に2挺の12.7mm重機関銃を備えるほか、機首と尾部にそれぞれ20 mm連装機銃の銃座を持っていた。コックピット区画はマリナーと同一だった。初飛行は1948年5月30日に行われた。
P5M-1の生産型は1951年6月22日に初飛行し、その年の内に167機が生産された。プロトタイプから変更された点は、視界を改善するために高められたフライトデッキ、機首銃座の撤去とその場所へのAN/APS-44捜索レーダーとそれを収容する大きなレドームの装着、背部銃塔の廃止、それに主翼フロートの流線形化などである。また、エンジンナセルは後部に延長され、延長部分は武器庫とされた。
P5M-1に続いてP5M-2が116機生産された。水平尾翼が飛沫を浴びないようにT字尾翼とされた他、尾部銃座の代わりにAN/ASQ-8 磁気探知装置（MAD）のブームが装着された。乗員の居住性は向上し、離着水時の飛沫を抑えるために機首部分の改善が図られた。

## 作戦歴

### ベトナム戦争
アメリカ海軍で最後に行われた飛行艇の作戦行動は、ベトナム戦争のVP-40の「マーケット・タイム」パトロールであった。1965年2月に開始されたこの海上監視作戦は、北ベトナムから南ベトナムのベトコン部隊に必需品を輸送する小型ボートを見つけることを目的としていた。
VP-40はカリタック級水上機母艦のカリタック(AV-7)、パイン・アイランド(AV-12)、ソールズベリー・サウンド(AV-13)から発進し、メコン・デルタ沖のフーコック島とブンタウ(Vung Tau)の間をパトロールした。
アメリカ海軍最後のP5Mは、1968年7月12日、スミソニアン博物館で建設が検討されていた展示場での保管を前提にメリーランド州のパタクセント・リバー海軍航空基地まで飛行した。しかしスミソニアンでの展示は実現せず、結局フロリダ州ペンサコーラにある国立海軍航空博物館に運ばれ、今でもそこに展示されている。

### アメリカ沿岸警備隊
アメリカ沿岸警備隊の航空救難任務向けに7機のP5M-1Gと4機のP5M-2Gが生産されたが、運用の結果、この飛行機はメンテナンスが難しく、無用の長物であることが判明した。そのため結局海軍に引き渡されたが、武装を想定していない機体だったため、海軍では訓練機として使用された。

### フランス海軍
1959年、フランス海軍はショート サンダーランドの後継の洋上哨戒機としてアメリカ海軍から10機のマーリンを受け取った。フランス海軍のマーリンは西アフリカ、セネガルのダカールを基地に行動し、5年後にアメリカに返還された。

## 各型解説
XP-5M
PBM マリナーを改造した試作機。艇体は新しいものを用いた。
P5M-1
アメリカ海軍向け生産型。160機生産。「P-5A」と改称。
P5M-1G
P5M-1をアメリカ沿岸警備隊向けに改造したもの。7機改造。後に海軍に返還されて「P5M-1T」となった。
P5M-1S
P5M-1に性能向上型の電子装備と対潜機器を装備したもの。8機改造。「SP-5A」と改称。
P5M-1T
沿岸警備隊の7機のP5M-1Gが海軍に返還されたあと乗員訓練機に改造（他に1機のP5M-1を改造）したもの。「TP-5A」と改称。
P5M-2
性能向上型。アメリカ海軍向けに108機、フランス海軍向けに12機が生産された。アメリカ海軍機は「P-5B」と改称された。P5M-1で低い位置に置かれていた水平尾翼は垂直尾翼の先端に移され、T型尾翼となった。
P5M-2S
P5M-2に性能向上型の電子装備と対潜機器を装備したもの。P5M-2のほとんどにこの改造が施された。「SP-5B」と改称。
P5M-2G
アメリカ沿岸警備隊向けに4機生産されたもの。後に海軍に返還されて「P5M-2」となった。
P-5A
1962年にP5M-1を改称。
SP-5A
1962年にP5M-1Sを改称。
TP-5A
1962年にP5M-1Tを改称。
P-5B
1962年にP5M-2を改称。
SP-5B
1962年にP5M-2Sを改称。

## 使用者
- アメリカ合衆国 - アメリカ海軍、アメリカ沿岸警備隊
- フランス - フランス海軍

## 現存機
ペンサコーラ海軍航空基地（フロリダ州）の国立海軍航空博物館に1機が保管されている。現在の保存状態は良くないが、部分的な（最終的には完全な）修復が予定されている。復元作業の費用は博物館と「マリナー/マーリン協会」が負担する。

## 登場作品
『紺碧の艦隊2 ADVANCE』
アメリカの飛行艇として登場。

## 要目（P5M-2）
（『United States Navy Aircraft since 1911』による。）
- 乗員: 11
- 全長: 100 ft 7 in（30.7 m）
- 全幅: 117 ft 2 in（35.7 m）
- 全高: 32 ft 9 in（10.0 m）
- 翼面積: 1,406 ft2（130.1 m2）
- 空虚重量: 50,485 lb（22,900 kg）
- 最大離陸重量: 85,000 lb（38,600 kg）
- 発動機: ライト R-3350-32WA 空冷星型レシプロエンジン 3,450 hp ×2基
- 最高速度: 218ノット=M0.33（404 km/h）
- 巡航速度: 130ノット=M0.20（242 km/h）
- 航続距離: 1,783海里（3,300 km）
- 上昇限度: 24,000 ft（7,300 m）
- 上昇率: 1,200 ft/min（6.1 m/s）
- 面積重量比: 60.5 lb/ft2（287 kg/m2）
- 重量出力比: 0.081 hp/lb（0.13 kW/kg）
- 電子装備: AN/APS-44レーダー（後にAN/APS-80に換装）
- 武装:（以下のいずれか）
  - 2,160 lb（980 kg）魚雷 ×4
  - 2,000 lb（907 kg）機雷または爆弾 ×4
  - 1,000 lb（454 kg）機雷 ×8
  - 500 lb（227 kg）爆弾 ×16
  - 330 lb（150 kg）爆雷 ×16
  - Mk.90「ベティ」核爆雷 ×1